# Gnadenalm

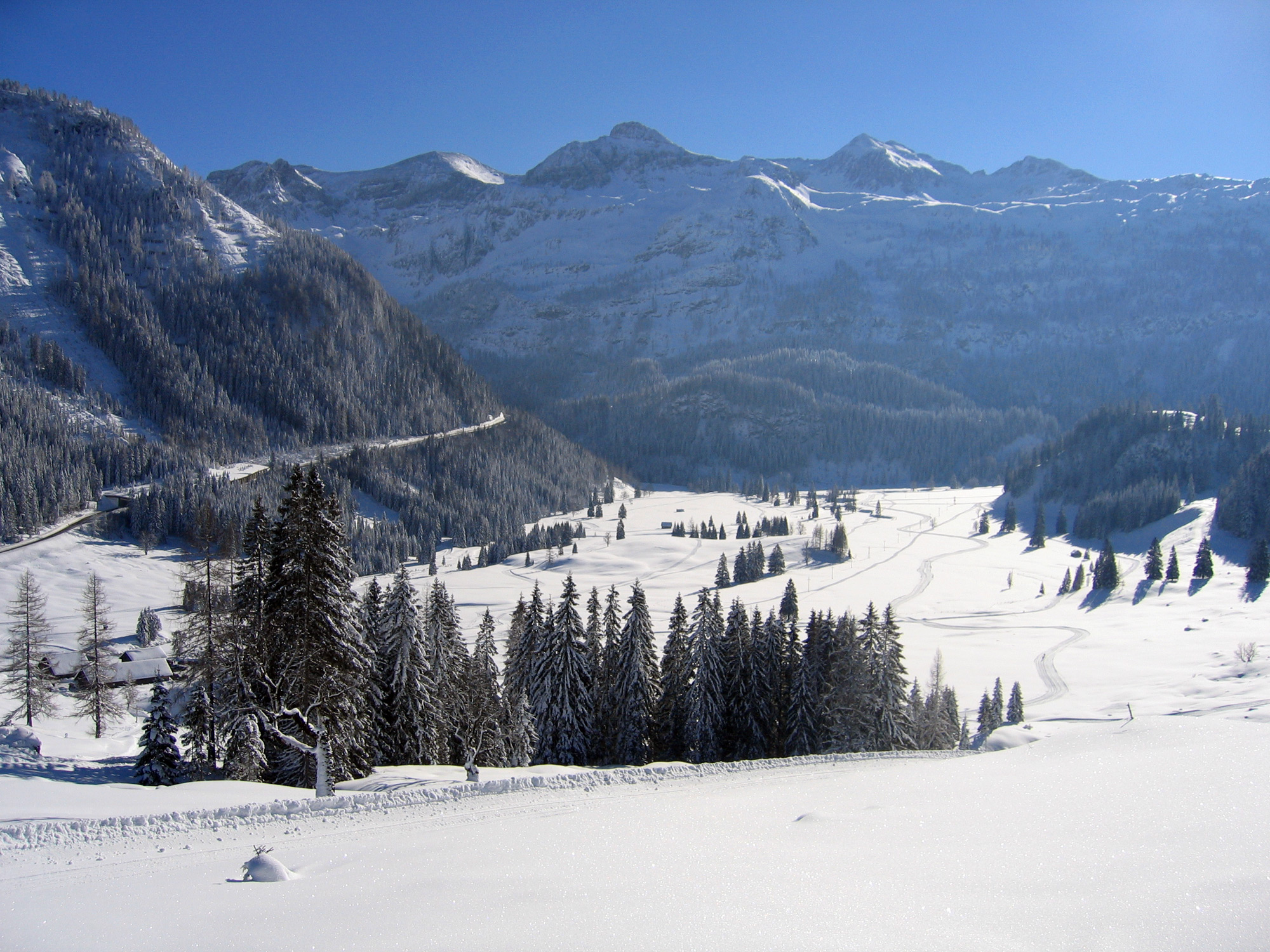
Blick auf die Gnadenalm im Winter

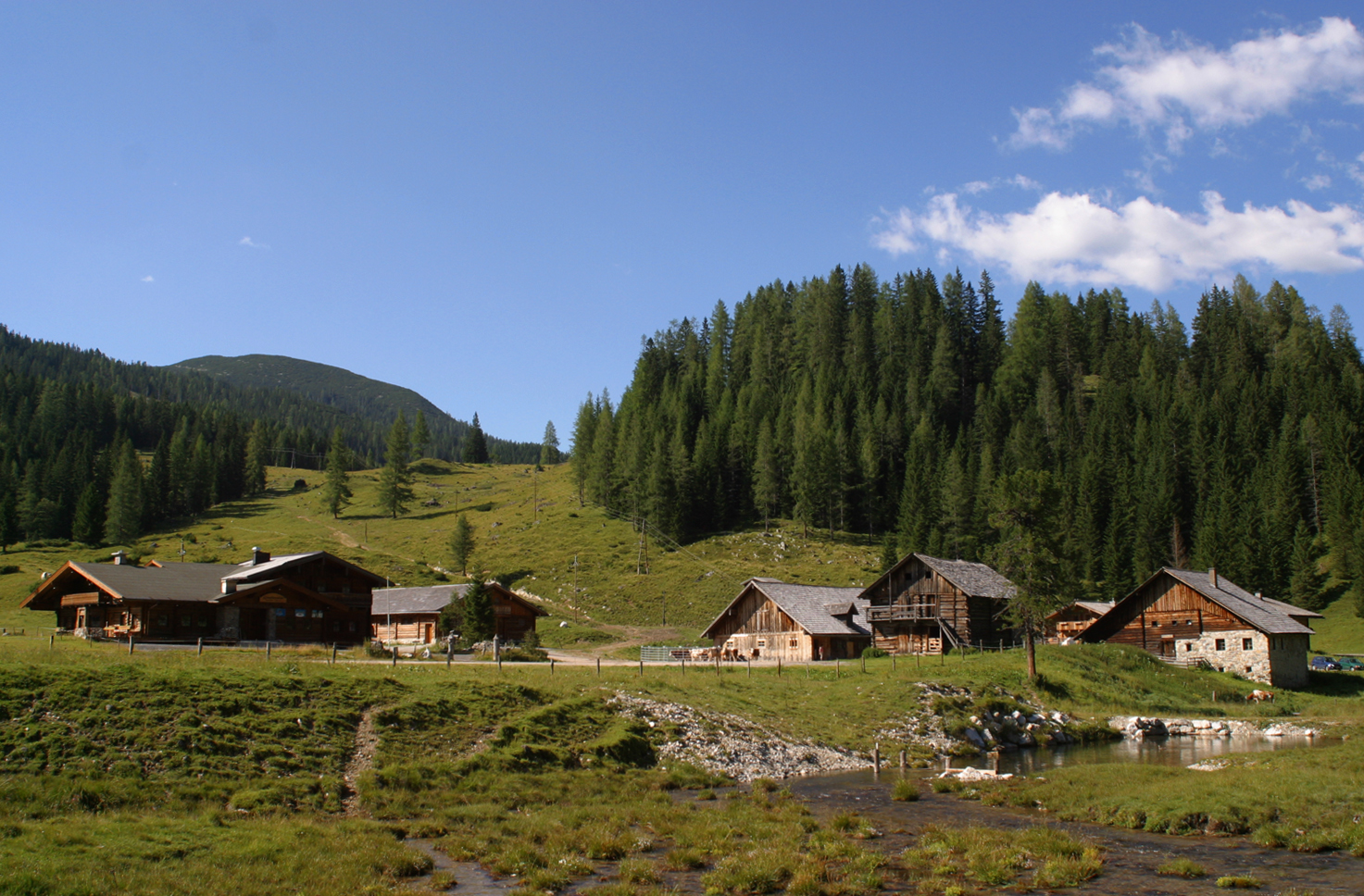
Die Gnadenalm im Sommer – Vordergnadenalm

Die Gnadenalm, eine Hochalm im Salzburger Bezirk St. Johann im Pongau, liegt auf halber Höhe zwischen den bekannten Tourismus-Orten Untertauern und Obertauern.

## Geographie
Die Gnadenalm befindet sich im Südosten von Salzburg, auf der Nordseite des Radstädter Tauernpasses. Die Gebirgsgruppe um Obertauern gehört zu den Niederen Tauern. Auf einer Seehöhe von 1275 m beginnend, erstreckt sich der Talboden auf einer Fläche von ca. 400 ha. Die gesamte Fläche der Gnadenalm befindet sich im Landschaftsschutzgebiet Obertauern und ein großer Teil im Pflanzenschutzgebiet.

## Geschichte
Bis zum 17. Jahrhundert war die Gnadenalm im Besitz des Erzdiözese Salzburg. Im 17. Jahrhundert vermachte der damalige Bischof größeren Bauern im Taurachtal die Gnadenalm. Die Alm wurde in zwei Teile aufgeteilt, die Vordergnadenalm und die Hintergnadenalm. Für die vordere und die hintere Gnadenalm wurden jeweils 4 Bauern ausgewählt. Seit jeher wurde die Alm im Sommer zur Viehwirtschaft genutzt. Bis in die 1980er Jahre wurde die Milch zur Gänze auf der Alm zu Butter und Käse verarbeitet. Heute wird die Milch zum Teil verarbeitet und zum anderen Teil an Milchgenossenschaften abgeliefert.
Bereits in den 1920er und 1930er Jahren wurde die Weissenhofhütte auf der Hintergnadenalm als Skiheim betrieben und war eine von vier Unterkünften für die ersten Skifahrer in Obertauern. Zu Beginn des Zweiten Weltkriegs wurde die Gnadenalm nur noch für landwirtschaftliche Zwecke genutzt. In den 1990er Jahren eröffnete im Bereich der Vordergnadenalm ein Restaurant, die „Gnadenalm“. Seither hat sich die Gnadenalm auch im Winter als touristisch sehr wertvoll für die Skiregion Obertauern entwickelt.

### Sommer
Neben der großen touristischen Bedeutung wird die Gnadenalm im Sommer, wie seit jeher, zur Vieh- und Milchwirtschaft genutzt. Die Alm ist im Sommer Ausgangspunkt für zahlreiche Wanderungen wie z. B. zum Johanneswasserfall und zur Südwiener Hütte.

### Winter
Besonders populär ist das Langlaufen, denn die Gnadenalm verfügt über ca. 15 km Loipen. Darüber hinaus wird eine beleuchtete Rodelbahn mit ca. 1,5 km Länge angeboten. Weitere auf der Gnadenalm praktizierbare Wintersportarten sind das Schlittschuhlaufen und das Eisstockschießen. Zudem verfügt die Gnadenalm über eine Langlaufschule und ein Biathlon-Camp. In den letzten Jahren nahm die Zahl der Ski-Tourengeher stark zu. Seit den 1990er Jahren werden auf der Alm Pferdeschlittenfahrten angeboten, die sich großer Beliebtheit erfreuen.